# Fünf Familien
Als Fünf Familien (engl. Five Families) werden die fünf italo-amerikanischen Mafiafamilien bezeichnet, die sich im Bundesstaat New York und insbesondere in New York City organisiert haben und dort als Teil der amerikanischen Cosa Nostra die organisierte Kriminalität in weiten Teilen beherrschen. Es handelt sich hierbei um die „Familien“ Bonanno, Colombo, Gambino, Genovese und Lucchese. Ihr Einfluss reicht weit über New York hinaus und erstreckt sich über die gesamten USA.
Der Begriff wurde erstmals im Jahre 1931 verwendet, als Salvatore Maranzano – selbsternannter „Capo di tutti i capi“ (Boss aller Bosse) – im April 1931 die bis dahin kriegführenden Gruppen in „Familien“ mit jeweils abgegrenzten Territorien unterteilte und so die heute als typisch geltende Struktur der Familienhierarchie der amerikanischen Cosa Nostra festlegte. Nach der Ermordung Maranzanos rief Lucky Luciano mit den mächtigsten Oberhäuptern des Landes seine Vorstellung einer sogenannten Kommission der amerikanischen Mafia ins Leben, die als Zusammenschluss an Stelle von einem Boss aller Bosse als „Dachverband“ der amerikanischen Cosa Nostra dient und den „Vorsitz“ im sogenannten National Crime Syndicate hält. Gemeinsam mit der Chicagoer Mafia (Chicago Outfit) bilden die fünf New Yorker Familien seither das Rückgrat der amerikanischen Cosa Nostra.

## Entstehung

### Klassifizierung
Die Klassifizierung der einzelnen Familien ist letztendlich das Ergebnis des sogenannten Krieges von Castellammare 1930/1931. Allerdings bestanden die danach festgeschriebenen Verhältnisse im Prinzip bereits vor dem Konflikt.

„Neben der Masseria-Gruppe agierte in Manhattan und Brooklyn in enger Anlehnung an Joe Masseria die Al Mineo Gang. Die Bronx kontrollierte Gaetano Reina, der Sohn von Giacomo Reina aus Corleone (…). Staten Island war das Arbeitsgebiet von Joseph Profaci. Die fünfte Gruppe stellte eine Besonderheit dar, da sie ihre Mitglieder ausschließlich aus Immigranten aus Castellammare del Golfo rekrutierte. Der nominelle Boss dieser Formation war Nicola Schiro, das Sagen hatte jedoch Salvatore Maranzano. Die Castellammarese hatten sich ebenfalls für Manhattan und Brooklyn als Operationsgebiet entschieden …“

Von diesem Stand der Machtverhältnisse vor der Auseinandersetzung berichtete auch das spätere Bonanno-Oberhaupt Joseph Bonanno 1983 in seinem Buch Man of Honor bereits über die Existenz der Fünf Familien vor der Auseinandersetzung: Demnach war die Familie von Giuseppe „Joe the Boss“ Masseria, bzw. die Morello-Familie, die dominanteste Familie, zu der u. a. Giuseppe „Peter“ Morello, „Lucky“ Luciano, „Joe“ Adonis, „Frank“ Costello und Anthony „Augie“ Pisano gehört hatten. Sie wurde später als Luciano- und als Genovese-Familie klassifiziert. Verbündet mit Masseria war der Clan um „Al“ Mineo, der später als Mangano-Familie bekannt wurde und heute als Gambino-Familie bezeichnet wird. Ihm gehörten u. a. Tata Chirico, „Joe“ Traina, Vincent Mangano, Frank Scalise und Albert Anastasia an. Beide Familien waren vor allem in Manhattan und Brooklyn tätig.
Die Bronx wurde von Gaetano „Tommy“ Reina und seinen Männern, u. a. Gaetano „Tommy“ Gagliano, „Tommy“ Lucchese und Stefano „Steve“ Rondelli beherrscht, die dann als Gagliano-Familie und später als Lucchese-Familie bekannt wurde. Als vierter Clan existierte die Gruppe um „Joseph“ Profaci, deren Nachfolger dann als Colombo-Familie zusammengefasst wurden. Als fünfte Familie galt ein Zusammenschluss von Gebürtigen oder Abkömmlingen aus Castellammare del Golfo, die später als Bonanno-Familie bezeichnet wurden.

### Krieg von Castellammare
Der Mustache Pete Maranzano aus Castellammare del Golfo wollte die Vorherrschaft der Familie von Joe Masseria brechen – wobei unklar blieb, ob er aufgrund eigener Ambitionen oder im Auftrag des einflussreichen Mafiosos Vito Cascio Ferro aus Sizilien vorging. Er begann in New York während der Prohibition in den Vereinigten Staaten insbesondere auf das Territorium Joe Masserias vorzudringen, indem er sich dessen Alkohollieferungen aneignete und anfing, dessen illegale Bars („speakeasy“) zu übernehmen. Dieser wehrte sich gegen diese de facto Feindliche Übernahme und es kam zu einem blutigen Kampf innerhalb der Familien, der als „Krieg von Castellammare“ bekannt wurde. Während Maranzano und seine Verbündeten zu Beginn des Konfliktes noch in der Minderheit waren, konnten sie sich schließlich durchsetzen. Der Konflikt endete am 15. April 1931 mit der Ermordung von Joe Masseria.

Aufbau einer US-amerikanischen Mafia-Familie

Zwei Wochen nach dem Tod von Masseria fand ein geheimes Treffen aller Mafiagrößen von New York in der Nähe der Metropole statt. Maranzano verkündete dort seine Vorstellungen der (Neu-)Ordnung und der Regeln. Er untersagte sinnlose Morde und erneuerte die Omertà, die es jedem der Mitglieder oder Assoziierten verbot, über die Organisation oder Aktivitäten zu sprechen, wozu auch die jeweiligen Ehefrauen gehörten. Er unterteilte die bis dato kriegsführenden Gruppen in Familien mit jeweils abgrenzenden Territorien und legte offiziell die heute als typisch geltende Struktur der Familienhierarchie der amerikanischen Cosa Nostra fest. Jede Familie sollte von nun über einen offiziellen Boss, einen Underboss und die jeweiligen Capos verfügen und an Maranzano sollte stets Bericht erstattet werden.
Zudem sollten sich Bosse wie Lucky Luciano, Joseph Bonanno, Joseph Profaci, Vincent Mangano und Gaetano Gagliano zur Treue verpflichten, womit er nach klassischen Vorstellungen der „Capo di tutti i capi“ (Boss aller Bosse) geworden wäre. Diese angestrebte Position als dominantes Oberhaupt stieß bei den anderen ranghohen Mitgliedern auf Widerstand, wobei seine arrogante Behandlung von Untergeordneten und die Vorliebe, seine Organisation mit dem Römischen Reich zu vergleichen, weitere Befürchtungen schürten.
Die „Youngturks“ (engl.: Jungtürken) um Lucky Luciano hatten sich an die kooperative Arbeitsteilung der Seven Group gewöhnt, in der auch mit ethnisch anderen Gruppen zusammengearbeitet wurde. Allein die Zusammenarbeit mit Nichtsizilianern wie Frank Costello und Al Capone galt vielen Mustache Petes, zu denen Maranzano auch zählte, bereits als suspekt und Luciano wäre deshalb bereits auf Befehl Masserias fast umgebracht worden.
Maranzano erkannte offenbar den Widerstand, weshalb er den Mord an Luciano, Vito Genovese, Frank Costello und anderen plante. Jedoch kamen ihm seine Gegner zuvor. Zu dem Zeitpunkt, als Maranzano „Mad Dog“ Coll anheuern wollte, hatte Luciano mit Hilfe Tommy Luccheses, der sich zuvor im Vertrautenkreis von Maranzano bewegte, den Mordplan bereits erfahren.
Luciano und seine Verbündeten ließen Maranzano am 10. September 1931 ermorden.

### Die Kommission und das National Crime Syndicate

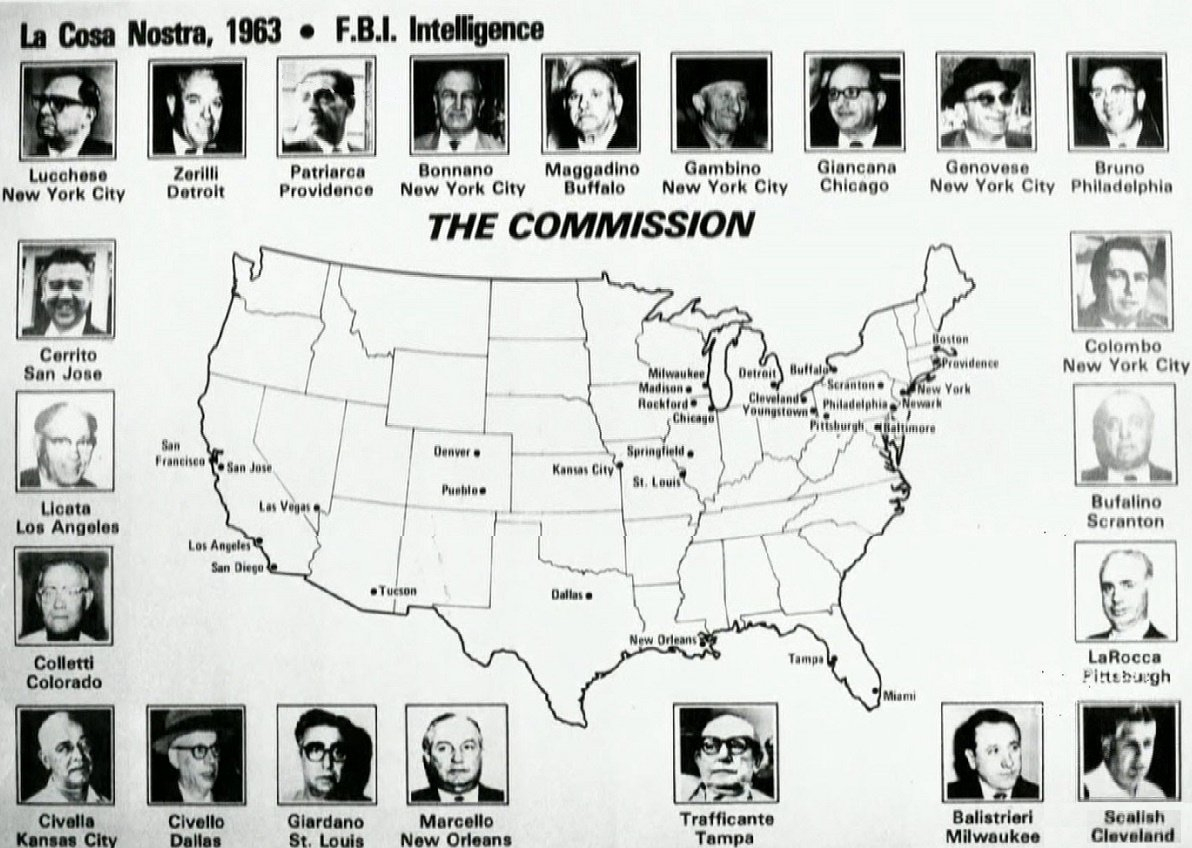
Fahndungsplakat 1963

Nach der Ermordung Maranzanos 1931 wurde unter dem Einfluss von Lucky Luciano der status quo dieser Fünf Familien akzeptiert und auf eine zentrale Führungsperson darüber verzichtet, und so kamen die Oberhäupter der einflussreichsten Familien bei einem Treffen in Chicago zusammen.
Der Zweck des Treffens war es, das sizilianische Regime vom „Boss aller Bosse“ abzuschaffen und sich künftig gemeinsam zu einigen. So entstand die sogenannte Amerikanische Mafia-Kommission die den „Vorsitz“ in dem National Crime Syndicate hatte. Die Kommission bestand fortan aus sieben Bossen, nämlich den Oberhäuptern der fünf New Yorker Familien Lucky Luciano (Genovese-Familie), Vincent Mangano (Gambino-Familie), Tommy Gagliano (Lucchese-Familie), Joseph Bonanno (Bonanno-Familie) und Joe Profaci (Colombo-Familie) sowie Chicago-Outfit-Boss Al Capone und Buffalo- bzw. Magaddino-Boss Stefano Magaddino. Luciano wurde zum Vorsitzenden der Kommission ernannt.

## Abgrenzung
Die bereits praktizierte und nun bestätigte grundsätzliche Selbständigkeit der einzelnen Familien (mit eigenen Geschäftsfeldern und Revieren) ist dabei nicht mit der flachen Hierarchie etwa der kalabrischen ’Ndrangheta zu verwechseln; die einzelnen Familien bleiben in der Regel unter der Geschäftsführung eines einzelnen Bosses als Oberhaupt, der über das National Crime Syndicate und dessen Kommission in ein Gesamtsystem eingebunden ist.
Die Reviere der anderen Familien werden grundsätzlich respektiert, da ansonsten eine Auseinandersetzung mit den anderen Familien insgesamt drohte. Das Konzept der Fünf Familien konnte innerfamiliäre Mafia-Kriege nicht gänzlich verhindern, aber das Übergreifen der Konflikte unterbinden. So wurde 1962 der Versuch Joseph Bonannos verhindert, sich gewaltsam an die Spitze zu stellen.

## Führungspositionen der Familien
Nicht immer ist das Oberhaupt einer Familie so eindeutig zu identifizieren; insbesondere, wenn durch eine Haftstrafe ein anderes Familienmitglied in den Vordergrund rückt. Die Betrachtung von außen macht es nicht immer einfach, ein neues Oberhaupt als solches zu erkennen bzw. dessen genaue Amtszeit festzustellen. Außerdem scheint sich gewissermaßen ein Präsidialsystem durchzusetzen; d. h. das Oberhaupt verlagert seine Macht mehr auf einen sogenannten „acting boss“ und/oder „street boss“, die ihrerseits wiederum das Oberhaupt als solches weiter anerkennen, auch wenn es zum Beispiel in Haft sitzen sollte. Im Wesentlichen kann aber von folgendem Ablauf innerhalb der Fünf Familien ausgegangen werden:

### Oberhaupt der Lucchese-Familie
Ehemalige und jetzige Oberhäupter der Lucchese-Familie:
| Zeitraum                                                                                            | Name                             | Spitzname   | Lebenszeit | Todesursache                    | Anmerkung                                       | Namen des Clans  |
| --------------------------------------------------------------------------------------------------- | -------------------------------- | ----------- | ---------- | ------------------------------- | ----------------------------------------------- | ---------------- |
| 1922–1930                                                                                           | Gaetano Reina                    | Tommy       | 1889–1930  | am 26. Februar 1930 erschossen  | Täter: Vito Genovese                            | Reina-Gang       |
| 1930                                                                                                | Bonaventura „Joseph“ Pinzolo     | Fat Joe     | 1887–1930  | am 5. September 1930 erschossen | Täter: Girolamo Santuccio und Dominick Petrillo | "                |
| Neustrukturierung der fünf Clans durch den „Capo di tutti i capi“ Salvatore Maranzano im April 1931 |                                  |             |            |                                 |                                                 |                  |
| 1930–1951                                                                                           | Gaetano (geb.: Tommaso) Gagliano | Tommy       | 1884–1951  | natürlicher Tod                 |                                                 | Gagliano-Familie |
| 1951–1967                                                                                           | Thomas (geb.: Gaetano) Lucchese  | Tommy Brown | 1899–1967  | Gehirntumor                     |                                                 | Lucchese-Familie |
| 1967–1973                                                                                           | Carmine Tramunti                 | Mr. Gribbs  | 1910–1978  | natürlicher Tod                 | 1974 bis zum Tod inhaftiert                     | "                |
| 1973–1986                                                                                           | Antonio „Anthony“ Corallo        | Tony Ducks  | 1913–2000  | natürlicher Tod                 | 1986 bis zum Tod inhaftiert                     | "                |
| 1986–heute                                                                                          | Vittorio „Victor“ Amuso          | Little Vic  | 1934–heute |                                 | seit 1991 inhaftiert                            | "                |
| Steven Lorenzo „Wonderboy“ Crea gilt aktuell als amtierender Boss                                   |                                  |             |            |                                 |                                                 |                  |

### Oberhaupt der Genovese-Familie
Ehemalige und jetzige Oberhäupter der Genovese-Familie:
| Zeitraum                                                                                            | Name                                       | Spitzname          | Lebenszeit | Todesursache                  | Anmerkung                                                      | Namen des Clans  |
| --------------------------------------------------------------------------------------------------- | ------------------------------------------ | ------------------ | ---------- | ----------------------------- | -------------------------------------------------------------- | ---------------- |
| 1890er–1909                                                                                         | Giuseppe „Peter“ Morello                   | The Clutch Hand    | 1867–1930  |                               | 1909–1920 inhaftiert                                           | Morello-Familie  |
| 1910–1916                                                                                           | Nicholas (Morello) Terranova               | Nick Morello       | 1890–1916  | am 7. September 1916 ermordet | Auftraggeber: Pellegrino Morano /; Täter: Tom Pagano           | "                |
| 1916–1920                                                                                           | Vincenzo Terranova                         | Vincent the Tiger  | 1886–1922  | am 8. Mai 1922 ermordet       | 1920 zurückgetreten; wurde Unterboss                           | "                |
| 1920–1922                                                                                           | Giuseppe „Peter“ Morello                   | The Clutch Hand    | 1867–1930  | am 15. August 1930 ermordet   | 1922 zurückgetreten; wurde Unterboss                           | "                |
| 1922–1931                                                                                           | Giuseppe „Joe“ Masseria                    | Joe the Boss       | 1886–1931  | am 15. April 1931 ermordet    | Auftraggeber: Salvatore Maranzano / Organisator: Lucky Luciano | "                |
| Neustrukturierung der fünf Clans durch den „Capo di tutti i capi“ Salvatore Maranzano im April 1931 |                                            |                    |            |                               |                                                                |                  |
| 1931–1946                                                                                           | Charles Luciano (geb.: Salvatore Lucania)  | Lucky              | 1897–1962  | Herzinfarkt                   | 1936 inhaftiert / 1946 ausgewiesen                             | Luciano-Familie  |
| 1946–1957                                                                                           | Frank Costello (geb.: Francesco Castiglia) | The Prime Minister | 1891–1973  | Herzinfarkt                   | durch Vito Genovese verdrängt                                  | "                |
| 1957–1969                                                                                           | Vito Genovese                              | Don Vito           | 1897–1969  | Herzinfarkt                   | 1959 bis zum Tod inhaftiert                                    | Genovese-Familie |
| 1969–1981                                                                                           | Philip Lombardo                            | Benny Squint       | 1911–1987  | natürlicher Tod               | zurückgetreten                                                 | "                |
| 1981–2005                                                                                           | Vincent Louis Gigante                      | Chin               | 1928–2005  | natürlicher Tod               | 1997 bis zum Tod inhaftiert                                    | "                |
| 2005–heute                                                                                          | Liborio Salvatore Bellomo                  | Barney             | 1957–heute |                               | 1996–2008 inhaftiert                                           | "                |
| Daniel „Danny the Lion“ Leo gilt aktuell als amtierender Boss                                       |                                            |                    |            |                               |                                                                |                  |

### Oberhaupt der Gambino-Familie
Ehemalige und jetzige Oberhäupter der Gambino-Familie:
| Zeitraum                                                                                          | Name                         | Spitzname                | Lebenszeit | Todesursache                             | Anmerkung                                                | Namen des Clans          |
| ------------------------------------------------------------------------------------------------- | ---------------------------- | ------------------------ | ---------- | ---------------------------------------- | -------------------------------------------------------- | ------------------------ |
| ????–1907                                                                                         | Enrico Alfano                | Erricone                 | 1869/70–?  |                                          | 1907 ausgewiesen                                         | US-amerikanische Camorra |
| 1907–1919                                                                                         | Pellegrino Morano            | Don Grino                | 1877–????  |                                          | 1919 ausgewiesen                                         | "                        |
| 1916–1928                                                                                         | Salvatore D’Aquila           | Toto D'Aquila            | 1878–1928  | am 28. Oktober 1928 erschossen           | Auftraggeber: Joe Masseria                               | "                        |
| 1928–1930                                                                                         | Alfred Manfredi Mineo        | Al Mineo                 | 1880–1930  | am 5. November 1930 erschossen           | Auftraggeber: Salvatore Maranzano                        | Al Mineo-Clan            |
| 1930–1931                                                                                         | Francesco Scalice            | Frank                    | 1893–1957  | am 17. Juni 1957 erschossen              | Auftraggeber: Albert Anastasia / Täter: James Squillante | "                        |
| Neustrukturierung der fünf Clans durch den Capo di tutti i capi Salvatore Maranzano im April 1931 |                              |                          |            |                                          |                                                          |                          |
| 1931–1951                                                                                         | Vincent Mangano              | The Executioner          | 1888–1951  | wurde offenbar Opfer einer Lupara bianca | verschwand im April 1951                                 | Mangano-Familie          |
| 1951–1957                                                                                         | Albert Anastasia             | Mad Hatter               | 1902–1957  | am 25. Oktober 1957 erschossen           | Boss der Murder, Inc.                                    | "                        |
| 1957–1976                                                                                         | Carlo Gambino                | Don Carlo                | 1902–1976  | natürlicher Tod                          |                                                          | Gambino-Familie          |
| 1976–1985                                                                                         | Constantino Paul Castellano  | Big Paul                 | 1915–1985  | am 16. Dez. 1985 erschossen              | Auftraggeber: John Gotti                                 | "                        |
| 1985–2002                                                                                         | John Gotti                   | Teflon-Don               | 1940–2002  | Kehlkopfkrebs                            | 1992–2002 inhaftiert                                     | "                        |
| 2002–2011                                                                                         | Peter Gotti                  | One Eyed Pete, Petey Boy | 1939–2021  |                                          | Bruder von John Gotti; seit 2003 inhaftiert              | "                        |
| 2011–2015                                                                                         | Domenico Cefalu              | Italian Dom              | 1947–heute |                                          | 2015 zurückgetreten                                      | "                        |
| 2015–2019                                                                                         | Francesco Paolo Augusto Calì | Frank                    | 1965–2019  | am 13. März 2019 erschossen              |                                                          | "                        |

### Oberhaupt der Colombo-Familie
Ehemalige und jetzige Oberhäupter der Colombo-Familie:
| Zeitraum                                                                 | Name                      | Spitzname         | Lebenszeit | Todesursache                  | Anmerkung                                    | Namen des Clans |
| ------------------------------------------------------------------------ | ------------------------- | ----------------- | ---------- | ----------------------------- | -------------------------------------------- | --------------- |
| 1928–1962                                                                | Giuseppe „Joseph“ Profaci | Joe, Don Peppino  | 1897–1962  | Krebs                         |                                              | Profaci-Familie |
| 1962–1963                                                                | Joseph Magliocco          | Joe Malyak        | 1898–1963  | Herzinfarkt                   | von der Kommission abgesetzt                 | "               |
| 1964–1973                                                                | Joseph Colombo            | Joe C.            | 1924–1978  | am 28. Juni 1971 angeschossen | 1971–1978 im Wachkoma; Täter: Jerome Johnson | Colombo-Familie |
| 1973–2019                                                                | Carmine John Persico, Jr. | Junior, The Snake | 1933–2019  |                               | inhaftiert: 1973–79, 1981–84, 1985–2019      | "               |
| Alphonse „Little Allie Boy“ T. Persico gilt aktuell als amtierender Boss |                           |                   |            |                               |                                              |                 |

### Oberhaupt der Bonanno-Familie
Ehemalige und jetzige Oberhäupter der Bonanno-Familie:
| Zeitraum                                                                                            | Name                        | Spitzname      | Lebenszeit | Todesursache                     | Anmerkung                             |
| --------------------------------------------------------------------------------------------------- | --------------------------- | -------------- | ---------- | -------------------------------- | ------------------------------------- |
| 1890er–1901                                                                                         | Giuseppe Bonanno, Jr.       | Peppe          | ????–1901  | 1901 ermordet                    | Täter: Buccellato Clan                |
| 1908–1911                                                                                           | Salvatore Bonanno           | Turiddu        | 1878–1915  | natürlicher Tod                  | 1911 zurückgetreten                   |
| 1912–1930                                                                                           | Nicola Schiro               | Cola           | 1872–1957  |                                  | 1930 nach Italien geflohen            |
| 1930–1931                                                                                           | Salvatore Maranzano         | Caesar         | 1886–1931  | am 10. September 1931 erschossen | Organisator: Lucky Luciano            |
| Neustrukturierung der fünf Clans durch den „Capo di tutti i capi“ Salvatore Maranzano im April 1931 |                             |                |            |                                  |                                       |
| 1931–1965                                                                                           | Joseph Charles Bonanno, Sr. | Joe Bananas    | 1905–2002  | natürlicher Tod                  | 1965 zurückgetreten                   |
| 1965–1966                                                                                           | Gaspar DiGregorio           | Gasparino      | 1905–1970  | Lungenkrebs                      | von der Kommission abgesetzt          |
| 1966–1971                                                                                           | Paul Sciacca                |                | 1909–1986  | natürlicher Tod                  | 1971 angeklagt                        |
| 1971–1973                                                                                           | Natale Evola                | Joe Diamonds   | 1907–1973  | Krebs                            |                                       |
| 1973–1991                                                                                           | Philip Rastelli             | Rusty          | 1918–1991  | Leberkrebs                       | 1975–1984 und 1987–1991 inhaftiert    |
| 1991–2004                                                                                           | Joseph Charles Massino      | Joe, Big Joey  | 1943–heute |                                  | 2003 inhaftiert; wurde 2004 Informant |
| 2005–2013                                                                                           | Vincent John Basciano       | Vinny Gorgeous | 1959–heute |                                  | seit 2011 inhaftiert                  |
| 2013–heute                                                                                          | Michael Mancuso             | Mickey Nose    | 1955–heute |                                  | seit 2006 inhaftiert                  |
| Thomas „Tommy D.“ DiFiore gilt aktuell als amtierender Boss                                         |                             |                |            |                                  |                                       |

## Filme und Dokumentationen
- 1972: Der Pate – Teil I: In diesem Film werden die Fünf Familien durch die fiktiven Namen Corleones, Tattaglias, Barzinis, Cuneos und Straccis repräsentiert.
- 1972: Die Valachi Papiere (Carteggio Valachi): Film über die Geschichte der New Yorker Mafia von den 1930er Jahren, insbesondere der Neustrukturierung der fünf Familien, bis zur Verhaftung von Joe Valachi in den 1950er Jahren und dessen Aussage als Kronzeuge gegen die Genovese-Familie.
- 1991: Die wahren Bosse – Ein teuflisches Imperium: Film über den Krieg von Castellammare, der Gründung der Fünf Familien und des National Crime Syndicates.
- 2013: Die Mafia – Im Fadenkreuz des FBI: 4-teilige Dokumentation
- 2015: The Making of the Mob: Doku-Dramareihe über die Entstehung von Organisationen des organisierten Verbrechens im 20. Jahrhundert in Amerika